# Johann Friedrich von Staffhorst

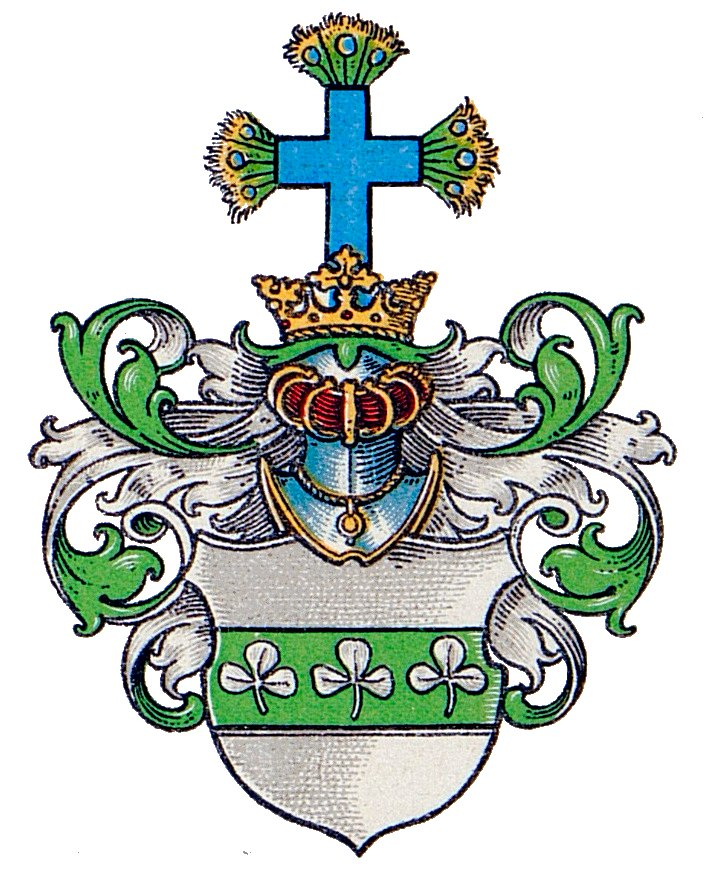
Wappen derer von Staffhorst

Johann Friedrich von Staffhorst (* 1653 in Hoya; † 6. April 1730 in Stade) war ein württembergischer und kurhannoverscher Verwaltungsbeamter.

## Leben
Staffhorst war der Sohn des Cordt Heinrich von Staffhorst (1623–1657) auf Hoya und Hardenbostel.
Er war zunächst Hofmeister des württembergischen Erbprinzen Eberhard Ludwig und wurde 1689 Obervogt von Göppingen, am 2. Februar 1693 Hofmarschall und am 6. März 1693 Mitglied des württembergischen Geheimen Rats. 1699 wurde er mit Schloss Lindach im Oberamt Gmünd belehnt. 1705 bis 1707 war er in diplomatischer Mission in Wien.
Er schied aus dem württembergischen Staatsdienst und war später Drost in Delmenhorst sowie 1716 kurhannoverscher Geheimer Rat und Landdrost der Herzogtümer Bremen und Verden in Stade. In dieser Eigenschaft stand er am 23. Juli 1720 an der Spitze der hannoverschen Delegation bei der Übergabe des Bremer St. Petri Domes und der dazugehörigen Besitzungen durch die Schweden an Hannover. Seit 1700 war er verheiratet mit Friederike Auguste Freiin von Mentzingen (1677–1754), zuvor Hofdame am herzoglichen Hof in Stuttgart. Sie hat in zweiter Ehe den königlich großbritannisch-hannoverschen Generalleutnant Johann Christian von Schulzen (1670–1750) geheiratet.
Johann Friedrich von Staffhorst war Herr auf Hoya und Hardenbostel.

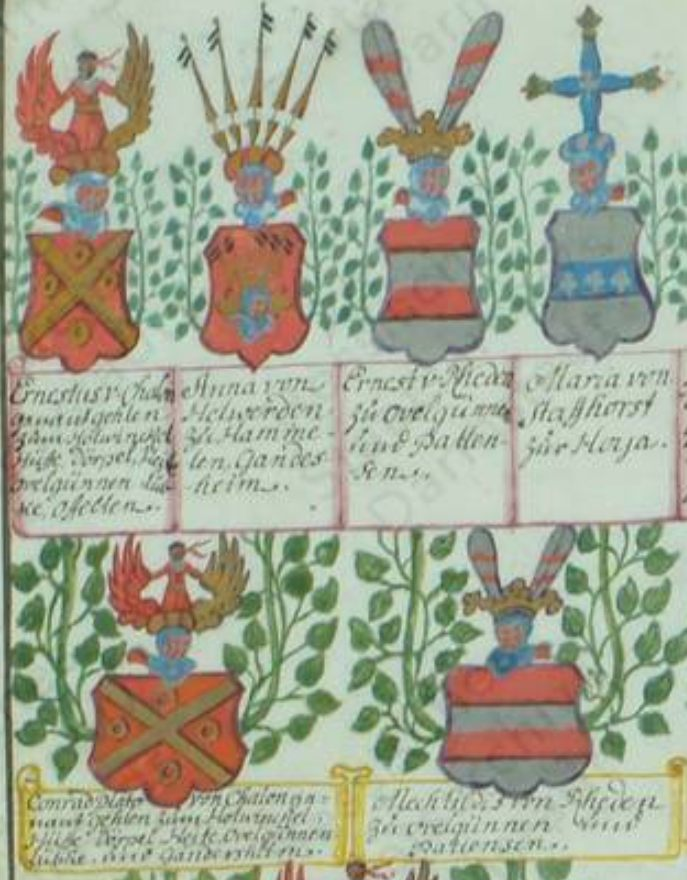
Ernst von Rheden zu Ovelgünne ⚭ Maria von Staffhorst (Ahnenprobe 1755)

## Familie und Stammsitz
Mitglieder der Familie lassen sich in Ahnenproben finden, so eine Maria von Staffhorst zu Hoya (1482–1556) als Schwiegermutter des Cordt Plato von Schloen (1577–1650). Zudem lässt sich Wappenähnlichkeit zum Wappen der Gemeinde Staffhorst feststellen.